# Constitución de California
La Constitución del Estado de California (en inglés: Constitution of California) es la ley principal de organización del estado de California en los EE. UU., que describe los deberes, poderes, estructuras y funciones del Gobierno de California. Tras la cesión del territorio de México a los Estados Unidos en el Tratado de Guadalupe Hidalgo que puso fin a la Intervención estadounidense en México, la constitución original de California fue redactada en inglés y español por los delegados elegidos en el 1 de agosto de 1849, para representar a todas las comunidades donde vivían ciudadanos no indígenas (los ciudadanos mexicanos residentes en California se habían convertido en ciudadanos estadounidenses por proclamación, pero los residentes indígenas aún no eran ciudadanos estadounidenses). Los delegados escribieron y adoptaron la constitución en la Convención Constitucional de 1849, instalada en el 3 de septiembre en Monterrey, y los votantes aprobaron la nueva constitución en el 13 de noviembre de 1849. La adopción de la constitución "estatal" en realidad precedió a la Admisión de California a la Unión el 9 de septiembre de 1850 en casi diez meses.
Una segunda convención constitucional, la Convención de Sacramento de 1878-1879, modificó el documento original y ratificó esta constitución enmendada el 7 de mayo de 1879.
La Constitución de California es una de las colecciones de leyes más largas del mundo, en parte debido a las disposiciones promulgadas durante la Era progresista que limitaron los poderes de los funcionarios electos, pero en gran parte debido a las adiciones de la proposición electoral de California y las iniciativas de los votantes, que toman forma como enmiendas constitucionales. Las iniciativas pueden ser propuestas por el gobernador, la legislatura o por petición popular, dando a California uno de los sistemas legales más flexibles del mundo. Actualmente es la octava constitución más larga del mundo.
Muchas de las cláusulas de derechos individuales en la constitución estatal se han interpretado como derechos de protección aún más amplios que la Carta de Derechos de los Estados Unidos en la Constitución Federal. Un ejemplo es el caso de Pruneyard Shopping Center v. Robins, en los que los tribunales de California encontraron en la Constitución de California derechos de "libertad de expresión" más allá de los abordados por la Primera Enmienda a la Constitución de los Estados Unidos. Una de las prohibiciones más importantes de California es contra el "castigo cruel o inusual", una prohibición más fuerte que la prohibición de la Octava Enmienda de la Constitución de los Estados Unidos contra el "castigo cruel e inusual". Esto hizo que la Corte Suprema de California encontrara la pena capital como inconstitucional por motivos constitucionales estatales en el caso de People v. Anderson.

## Historia

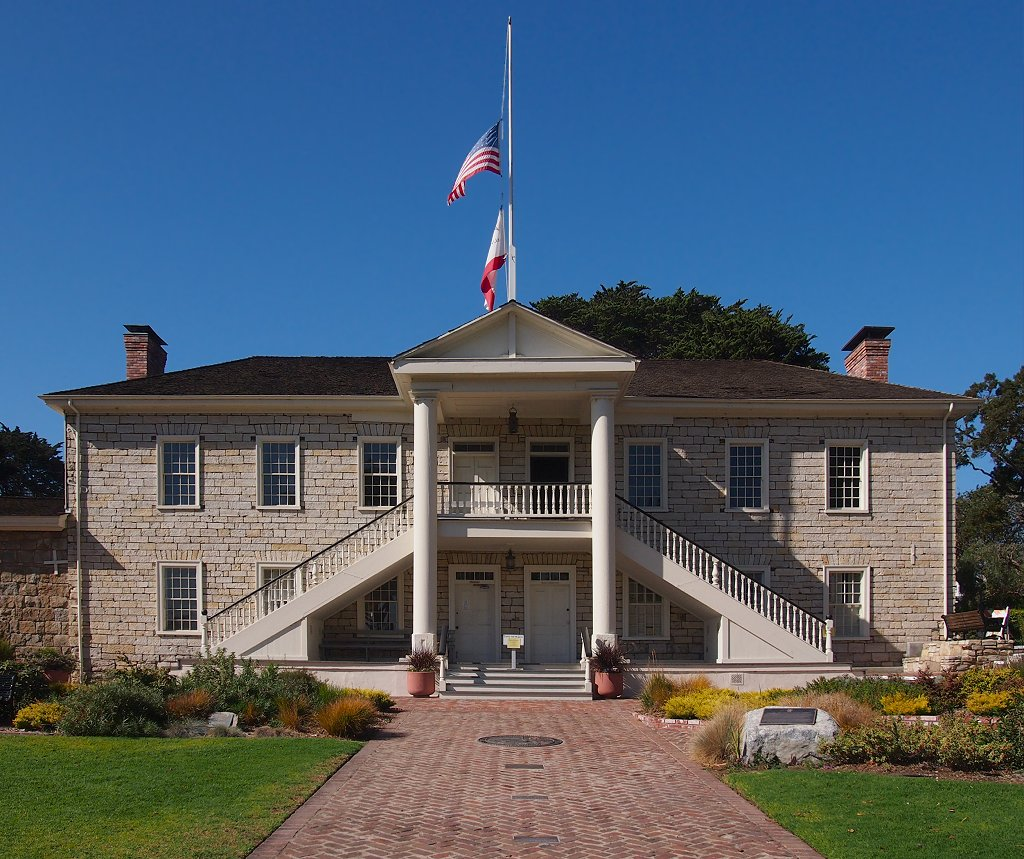
Colton Hall, en Monterrey, sede de la Convención Constitucional de 1849.

La constitución ha pasado por numerosos cambios desde su redacción original. Fue reescrito desde cero varias veces antes de la redacción de la constitución actual de 1879, que ha sido enmendada o revisada (ver más abajo).[cita requerida]
En respuesta al disgusto público generalizado con los ferrocarriles poderosos que controlaban la política y la economía de California a principios del siglo XX, los políticos de la era progresista fueron pioneros del concepto de enmendar agresivamente la constitución del estado por iniciativa para remediar los males percibidos. Desde 1911, el apogeo de la era progresiva de los Estados Unidos, hasta 1986, la Constitución de California fue enmendada o revisada más de 500 veces.
La constitución gradualmente se volvió cada vez más larga, llevando a esfuerzos abortivos hacia una tercera convención constitucional en 1897, 1914, 1919, 1930, 1934 y 1947. Para 1962, la constitución había crecido a 75,000 palabras, que en ese momento era más larga que cualquier otra constitución estatal aparte de la de Luisiana.
Ese año, el electorado aprobó la creación de una Comisión de Revisión de la Constitución de California, que trabajó entre 1964 y 1976 en una revisión integral de la constitución. El electorado ratificó las revisiones de la Comisión en 1966, 1970, 1972 y 1974, pero rechazó la revisión de 1968, cuyo efecto sustantivo principal habría sido convertir al superintendente de escuelas del estado en un funcionario designado en lugar de un funcionario electo. Al final, la Comisión eliminó unas 40,000 palabras de la constitución.

## Provisiones
La Constitución de California es una de las más largas del mundo. Su tamaño se ha atribuido a una variedad de factores, como la influencia de la ley civil mexicana anterior, la falta de fe en los funcionarios electos y el hecho de que muchas iniciativas han tomado la forma de enmiendas constitucionales. Varias enmiendas involucraron la autorización de la creación de agencias del gobierno estatal, incluyendo el Fondo de Seguro de Compensación del Estado y el Colegio de Abogados del Estado de California; El propósito de tales enmiendas era insular a las agencias de ser atacadas como ejercicios inconstitucionalmente amplios del poder policial o del poder judicial inherente.
A diferencia de otras constituciones estatales, la Constitución de California protege enérgicamente la existencia corporativa de ciudades y condados y les otorga amplias facultades plenarias de gobierno interno. La Constitución otorga a las ciudades autónomas, en particular, la autoridad suprema sobre los asuntos municipales, incluso permitiendo que las leyes locales de dichas ciudades prevalezcan sobre la ley estatal. Al permitir específicamente que las ciudades paguen a los condados para que desempeñen funciones gubernamentales para ellos, la Sección 8 del Artículo XI resultó en el surgimiento de la ciudad contratada.
El artículo 4, sección 8 (d) define un "estatuto de urgencia" como un estado "necesario para la preservación inmediata de la paz, la salud o la seguridad públicas"; cualquier proyecto de ley que incluya dicha disposición incluye una "declaración de hechos que constituyen la necesidad" y se requiere una mayoría de dos tercios de cada cámara para aprobar también por separado la sección de urgencia del proyecto de ley.
Muchas de las cláusulas de derechos individuales en la constitución estatal han sido interpretadas como protectoras de derechos más amplios que la Carta de Derechos en la constitución federal. Dos ejemplos incluyen (1) el caso de Centro Comercial Pruneyard v. Robins que involucra un derecho implícito a la libertad de expresión en centros comerciales privados, y (2) la primera decisión en los Estados Unidos en 1972 que determinó que la pena de muerte era inconstitucional, California v. Anderson, 6 Cal. 3d 628. Esto señaló que bajo la constitución del estado de California se aplica una protección más fuerte que bajo la 8.ª Enmienda de la Constitución de los Estados Unidos; el primero prohíbe los castigos que son "crueles o inusuales", mientras que el segundo sólo prohíbe los castigos que son "crueles e inusuales". La constitución también confiere a las mujeres la igualdad de derechos en "entrar o buscar un negocio, profesión, vocación o empleo". Esta es la primera disposición constitucional estatal de igualdad de derechos registrada.
Dos universidades se mencionan expresamente en la constitución: la Universidad de California y la Universidad Stanford. UC es una de las nueve universidades públicas estatales en los Estados Unidos cuya independencia de la interferencia política está expresamente garantizada por la constitución estatal. Desde 1900, Stanford ha disfrutado del beneficio de una cláusula constitucional que protege los bienes de propiedad de Stanford de los impuestos, siempre que se utilice con fines educativos.

## Enmiendas y revisiones
La constitución de California hace una distinción entre enmiendas y revisiones constitucionales, la última de las cuales se considera un "cambio sustancial en toda la constitución, en lugar de ... un cambio menos extenso en una o más de sus disposiciones". Ambas requieren que los votantes aprueben una proposición electoral, pero difieren en cómo se pueden proponer. Una enmienda se puede colocar en la boleta electoral ya sea por un voto de dos tercios en la Legislatura del Estado de California o por firmas equivalentes al 8% de los votos emitidos en la última elección de gobernador, entre los umbrales más bajos para medidas similares de cualquier estado de los EE. UU.
Para 2018, esto fue 997,139 firmas en comparación con una población estimada para 2018 de 39,557,045. Originalmente, las revisiones requerían una convención constitucional, pero hoy pueden aprobarse con la aprobación de dos tercios de la legislatura y la mayoría de los votantes; Aunque simplificado desde sus inicios, el proceso de revisión se considera más políticamente cargado y difícil de aprobar con éxito que una enmienda.

## Signatarios de la Constitución de 1849.

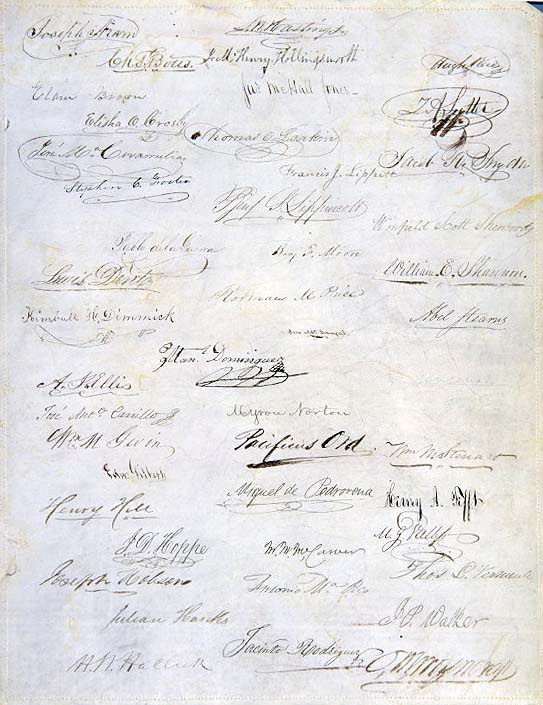
Firmas de la Constitución de California de 1849.

Muchos de los signatarios de la constitución original de 1849 del estado eran personas prominentes, y se enumeran a continuación. La lista es notable por la inclusión de varios californios (residentes de habla hispana nacidos en California que anteriormente eran ciudadanos mexicanos). 
| - Joseph Aram - Charles T. Botts - Elam Brown - José Antonio Carrillo - José María Covarrubias - Elisha Oscar Crosby - Pablo de la Guerra - Lewis Dent - Kimball Hale Dimmick - Manuel Domínguez | - Alfred James Ellis - Stephen C. Foster - Edward Gilbert - William M. Gwin - Henry Wager Halleck - Julian Hanks - Lansford Hastings - Henry Hill - Joseph Hobson - John McHenry Hollingsworth | - Jacob David Hoppe - James McHall Jones - Thomas O. Larkin - Benjamin S. Lippincott - Francis J. Lippitt - William G. Marcy (secretario) - Morton Matthew McCarver - John McDougall - Benjamin F. Moore - Myron Norton | - Pacificus Ord - Miguel de Pedrorena - Antonio María Pico - Rodman M. Price - Hugo Reid - Jacinto Rodríguez - Pedro Sainsevain - Robert B. Semple - William E. Shannon - John C. Shaw | - Winfield S. Sherwood - Jacob R. Snyder - Abel Stearns - William M. Steuart - John Sutter - Henry A. Tefft - Thomas L. Vermeule - Mariano Guadalupe Vallejo - Joel P. Walker - Oliver M. Wozencraft |